# Meredith Frampton
Meredith Frampton, född 17 mars 1894 i London, död 16 september 1984, var en brittisk målare och etsare.